# Australian Open-mesterskabet i mixed double 2017
Australian Open-mesterskabet i mixed double 2017 var den 74. turnering om Australian Open-mesterskabet i mixed double. Turneringen var en del af Australian Open 2017 og blev spillet i Melbourne Park i Melbourne, Victoria, Australien. Turneringen blev spillet i perioden 20. - 29. januar 2017 med deltagelse af 32 par.
Mesterskabet blev vundet af det useedede amerikansk-colombianske par bestående af Abigail Spears og Juan Sebastián Cabal, som begge vandt den første grand slam-titel i deres karrierer. I finalen vandt de på blot 64 minutter med 6-2, 6-4 over den langt mere rutinerede duo, andenseedede Sania Mirza og Ivan Dodig.
Jelena Vesnina og Bruno Soares var forsvarende mestre, men Vesnina valgte ikke at deltage. I stedet stillede Soares op sammen med Kateřina Siniaková, men efter at have spillet sig videre fra første runde, meldte parret afbud til deres kamp i anden runde.

## Pengepræmier
Den samlede præmiesum til spillerne i mixed double androg ca. A$ 542.703 (ekskl. per diem), hvilket var en stigning på ca. 2,4 % i forhold til året før.
| Resultat               | Pengepræmier   | Pengepræmier   | Ændring ift. 2016 |
| Resultat               | Pr. par        | Total          | Ændring ift. 2016 |
| ---------------------- | -------------- | -------------- | ----------------- |
| Vindere (1)            | ca. A$ 159.499 | ca. A$ 159.499 | ca. +1,6 %        |
| Finalister (1)         | ca. A$ 81.198  | ca. A$ 81.198  | ca. +3,4 %        |
| Semifinalister (2)     | ca. A$ 39.633  | ca. A$ 79.266  | ca. +1,0 %        |
| Kvartfinalister (4)    | ca. A$ 18.367  | ca. A$ 73.468  | ca. +2,0 %        |
| Tabere i 2. runde (8)  | ca. A$ 9.183   | ca. A$ 73.464  | ca. +2,0 %        |
| Tabere i 1. runde (16) | ca. A$ 4.738   | ca. A$ 75.808  | ca. +5,3 %        |
| Samlet præmiesum       | -              | ca. A$ 542.703 | ca. +2,4 %        |

## Turnering

### Deltagere
Turneringen havde deltagelse af 32 par, der var fordelt på:
- 24 direkte kvalificerede par i form af deres ranglisteplacering.
- 8 par, der havde modtaget et wildcard.

#### Seedede spillere
De 8 bedste par blev seedet:
| Seedning | Spiller                                  | Resultat     |
| -------- | ---------------------------------------- | ------------ |
| 1        | Bethanie Mattek-Sands Mike Bryan         | Kvartfinale  |
| 2        | Sania Mirza Ivan Dodig                   | Finale       |
| 3        | Andrea Hlaváčková Édouard Roger-Vasselin | Første runde |
| 4        | Chan Hao-Ching Maks Mirnyj               | Første runde |
| 5        | Chan Yung-Jan Łukasz Kubot               | Anden runde  |
| 6        | Kateřina Siniaková Bruno Soares          | Anden runde  |
| 7        | Lucie Hradecká Radek Štěpánek            | Første runde |
| 8        | Barbora Krejčíková Rajeev Ram            | Første runde |

#### Wildcards
Otte par modtog et wildcard til turneringen.
| Spiller                            | Resultat     |
| ---------------------------------- | ------------ |
| Destanee Aiava Marc Polmans        | Første runde |
| Casey Dellacqua Matt Reid          | Anden runde  |
| Daria Gavrilova Luke Saville       | Første runde |
| Martina Hingis Leander Paes        | Kvartfinale  |
| Pauline Parmentier Nicolas Mahut   | Første runde |
| Sally Peers John Peers             | Første runde |
| Arina Rodionova John-Patrick Smith | Første runde |
| Samantha Stosur Sam Groth          | Semifinale   |

### Resultater
| Bethanie Mattek-Sands |
| Mike Bryan            |

| Arina Rodionova    |
| John-Patrick Smith |

| Bethanie Mattek-Sands |
| Mike Bryan            |

| Xu Yifan       |
| Fabrice Martin |

| Xu Yifan       |
| Fabrice Martin |

| Liezel Huber     |
| Marcin Matkowski |

| Bethanie Mattek-Sands |
| Mike Bryan            |

| Elina Svitolina |
| Chris Guccione  |

| Elina Svitolina |
| Chris Guccione  |

| Anna-Lena Grönefeld |
| Robert Farah        |

| Elina Svitolina |
| Chris Guccione  |

| M.J. Martínez Sánchez |
| Pablo Cuevas          |

| Kateřina Siniaková |
| Bruno Soares       |

| Kateřina Siniaková |
| Bruno Soares       |

| Elina Svitolina |
| Chris Guccione  |

| Andrea Hlaváčková      |
| Édouard Roger-Vasselin |

| Abigail Spears       |
| Juan Sebastián Cabal |

| Raquel Atawo     |
| Robert Lindstedt |

| Raquel Atawo     |
| Robert Lindstedt |

| Andreja Klepač |
| Treat Huey     |

| Michaëlla Krajicek |
| Raven Klaasen      |

| Michaëlla Krajicek |
| Raven Klaasen      |

| Michaëlla Krajicek |
| Raven Klaasen      |

| Irina-Camelia Begu |
| Horia Tecău        |

| Abigail Spears       |
| Juan Sebastián Cabal |

| Vania King           |
| Aisam-ul-Haq Qureshi |

| Irina-Camelia Begu |
| Horia Tecău        |

| Abigail Spears       |
| Juan Sebastián Cabal |

| Abigail Spears       |
| Juan Sebastián Cabal |

| Lucie Hradecká |
| Radek Štěpánek |

| Abigail Spears       |
| Juan Sebastián Cabal |

| Barbora Krejčíková |
| Rajeev Ram         |

| Sania Mirza |
| Ivan Dodig  |

| Casey Dellacqua |
| Matt Reid       |

| Casey Dellacqua |
| Matt Reid       |

| Destanee Aiava |
| Marc Polmans   |

| Martina Hingis |
| Leander Paes   |

| Martina Hingis |
| Leander Paes   |

| Martina Hingis |
| Leander Paes   |

| Samantha Stosur |
| Sam Groth       |

| Samantha Stosur |
| Sam Groth       |

| Pauline Parmentier |
| Nicolas Mahut      |

| Samantha Stosur |
| Sam Groth       |

| Darija Jurak      |
| Jean-Julien Rojer |

| Darija Jurak      |
| Jean-Julien Rojer |

| Chan Hao-Ching |
| Maks Mirnyj    |

| Samantha Stosur |
| Sam Groth       |

| Chan Yung-Jan |
| Łukasz Kubot  |

| Sania Mirza |
| Ivan Dodig  |

| Daria Gavrilova |
| Luke Saville    |

| Chan Yung-Jan |
| Łukasz Kubot  |

| Katarina Srebotnik |
| Michael Venus      |

| Gabriela Dabrowski |
| Rohan Bopanna      |

| Gabriela Dabrowski |
| Rohan Bopanna      |

| Gabriela Dabrowski |
| Rohan Bopanna      |

| Zheng Saisai   |
| Alexander Peya |

| Sania Mirza |
| Ivan Dodig  |

| Sally Peers |
| John Peers  |

| Zheng Saisai   |
| Alexander Peya |

| Laura Siegemund |
| Mate Pavić      |

| Sania Mirza |
| Ivan Dodig  |

| Sania Mirza |
| Ivan Dodig  |